# Paranauphoeta javanica
Paranauphoeta javanica är en kackerlacksart som beskrevs av Henri Saussure 1873. Paranauphoeta javanica ingår i släktet Paranauphoeta och familjen jättekackerlackor. Inga underarter finns listade i Catalogue of Life.